# Frédéric Chignac
Frédéric Chignac est un réalisateur français.

## Biographie
Réalisateur de documentaires pour la télévision, Frédéric Chignac a tourné un long métrage de fiction, Le temps de la kermesse est terminé, sorti en 2010.

## Filmographie

### Courts métrages
- 1995 : Samoa : après Dieu, le rugby (coréalisateur : Jean-Yves Cauchard)
- 2008 : La Retraite des indigènes
- 2016 : Paroles d'ouvriers

### Longs métrages
- 2008 : Le temps de la kermesse est terminé
- 2009 : Non au Mac Drive
- 2012 : Un long sillon de la Dordogne au Bénin